# Wizz Air Abu Dhabi
Wizz Air Abu Dhabi é uma companhia aérea de baixo custo programada dos Emirados Árabes Unidos com base no Aeroporto Internacional de Abu Dhabi. A companhia aérea é uma joint venture com a estatal ADQ (anteriormente, Abu Dhabi Developmental Holding Company, ADDH), que possui 51%, enquanto a Wizz Air Holdings possui 49%. Os voos começaram em novembro de 2020 com duas aeronaves Airbus A321neo, subindo para 50 nos próximos anos.

## História
Em 12 de dezembro de 2019, foi anunciado pela Wizz Air que iria abrir uma nova subsidiária, com base no Aeroporto Internacional de Abu Dhabi, oferecendo voos de baixo custo do aeroporto para explorar mercados em crescimento no Oriente Médio, África e o subcontinente indiano.
Em julho de 2020, a Wizz Air Abu Dhabi, anunciou sua network de rotas inicial lançando 6 destinos de sua base em Abu Dhabi.
Em entrevista, Jozsef Váradi, CEO da Wizz Air, disse que a frota da companhia aérea pode crescer para 100 aeronaves nos próximos 15 anos.
Em 15 de janeiro de 2021, o primeiro voo da Wizz Air Abu Dhabi partiu de Abu Dhabi para Atenas.

### Voo Inaugural
O Voo inaugural da Wizz Air Abu Dhabi com destino a Atenas, planejado para decolar do Aeroporto Internacional de Abu Dhabi em 15 de janeiro de 2021. Diferentemente do anúncio inicial, a segunda rota terá início entre Abu Dhabi e Thessaloniki em 4 de fevereiro de 2021.

## Destinos

Operado pela Wizz Air Abu Dhabi
Operado de e para os Emirados Árabes Unidos por outra subsidiária da Wizz Air

## Frota

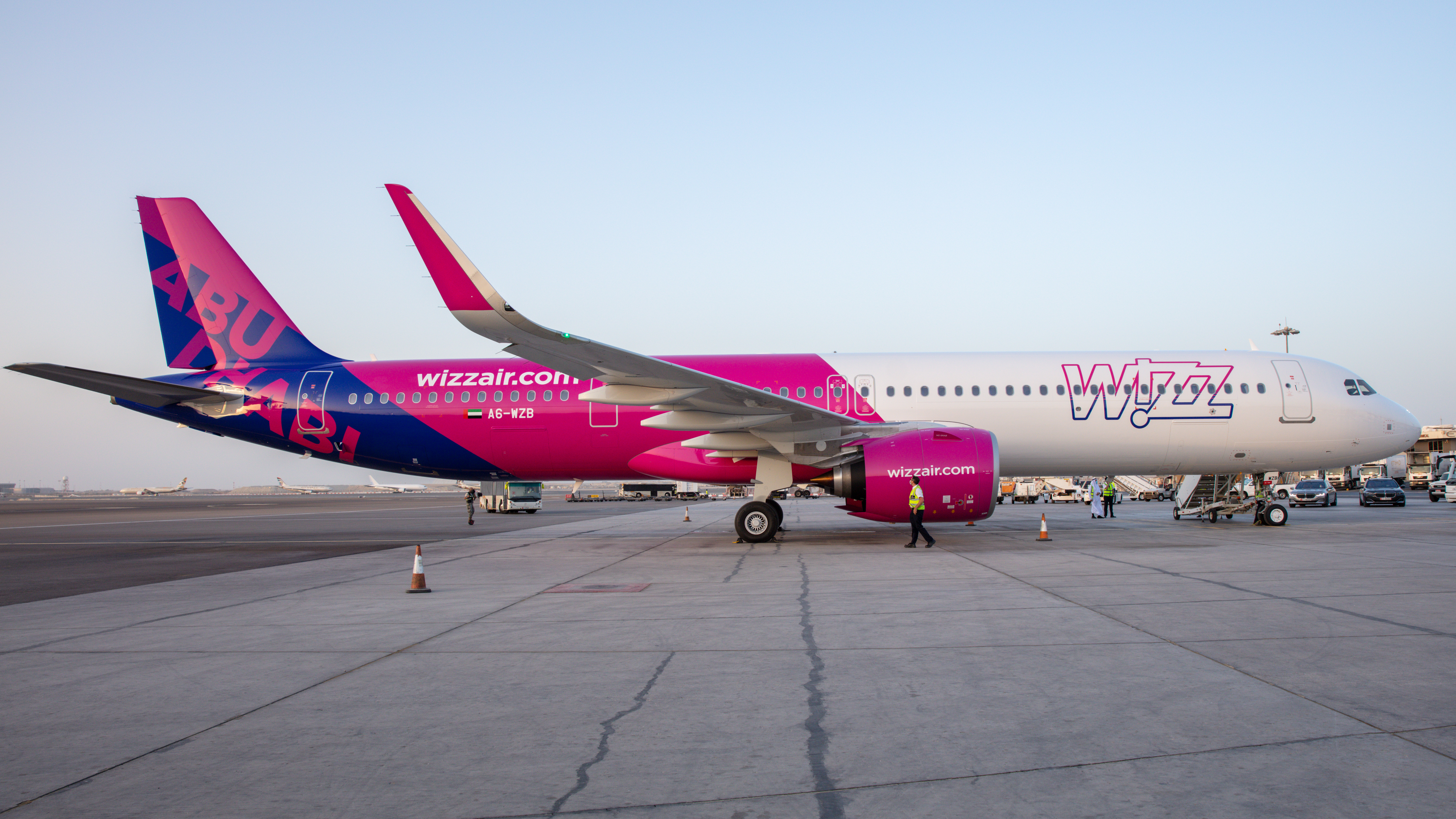
Wizz Air Abu Dhabi A321neo A6-WZB

Em abril de 2021, a frota da Wizz Air Abu Dhabi consistia nas seguintes aeronaves:
| Aeronaves      | Em Serviço | Ordens | Passageiros | Notas |
| -------------- | ---------- | ------ | ----------- | ----- |
| Airbus A321neo | 4          | –      | 239         |       |
| Total          | 4          | 0      |             |       |